# Musculus chondroglossus

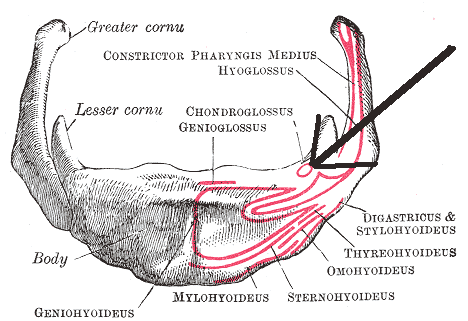
A nyelvcsont (onnan ered az apró izom, ahova a nyíl mutat)

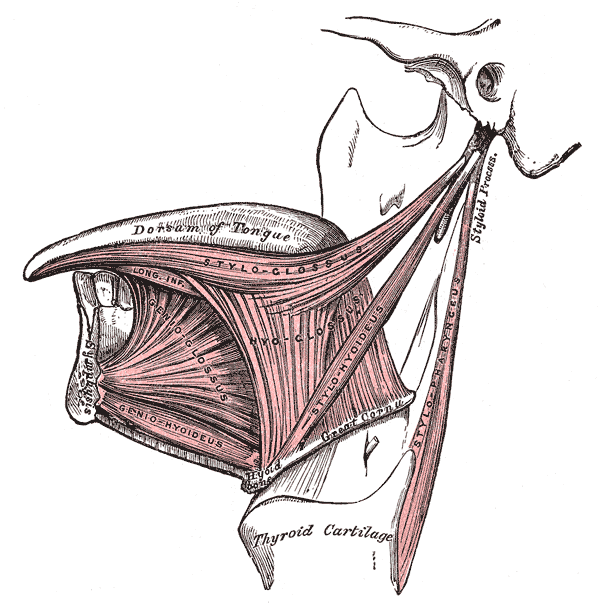
A nyelvet alkotó izmok (sajnos a képen nem látszik a chondroglossus, de valahol a genioglossus és a geniohyoideus között fut)

A musculus chondroglossus  egy apró izom, mely a nyelvet alkotja. Néha a musculus hyoglossus részeként van definiálva, de a musculus genioglossus-ból válik ki. Apró, mindössze 2 cm hosszú izom.

## Eredés, tapadás, elhelyezkedés
A nyelvcsont (os hyoideum) cornu minus (kis szarv) nevű részéről ered és a nyelv izmaiba fut bele a hyoglossus és a genioglossus között.

## Funkció
Segíti a musculus hyoglossus-t a nyelv süllyesztésében.

## Beidegzés
A nervus hypoglossus idegzi be.

## Külső hivatkozások
- Fül-orr-gége